# Peribatodes ilicaria
Peribatodes ilicaria is een vlinder uit de familie van de spanners, de Geometridae. De spanwijdte is ongeveer 30 millimeter. De soort komt verspreid over de zuidelijke helft van Europa en Noord-Afrika voor. Hij overwintert als rups. Peribatodes ilicaria is polyfaag op bomen en struiken.

## Voorkomen in Nederland en België
Peribatodes ilicaria is in België een zeer zeldzame soort, die soms in de zuidelijke provincies wordt gezien. De vlinder kent jaarlijks één generatie die vliegt van juli tot september. In Nederland komt de soort niet voor.